# HD 203630
HD 203630，又名BD+29 4397，SAO 71259、HR 8182，是一颗恒星，视星等为6.05，位于銀經78.29，銀緯-13.94，其B1900.0坐标为赤經21h 18m 24s，赤緯+29° -13.94′ 56″。